# Houyet

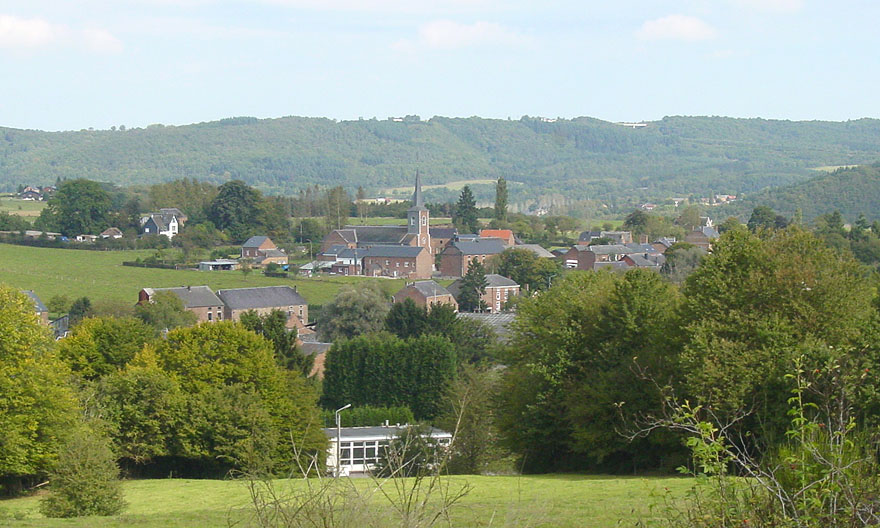
Làng Hour trong đô thị Houyet

Houyetlà một đô thị ở tỉnh Namur. Tại thời điểm ngày 1 tháng 1 năm 2006, đô thị này có dân số 4,485 người. Tổng diện tích là 122.31 km², với mật độ dân số 37 người trên mỗi km².
Thị xã Houyet nằm bên sông Lesse, khoảng 20 km to the về phía đông nam của Dinant.